# Hylocereus schomburgkii
Hylocereus schomburgkii là một loài thực vật có hoa trong họ Cactaceae. Loài này được (FORSTER) Backeb. mô tả khoa học đầu tiên năm 1959.